# Porąb (województwo pomorskie)
Porąb (kaszb. Pòrąb, niem. Mielkenhof) – kolonia w Polsce położona w województwie pomorskim, w powiecie puckim, w gminie Krokowa, na Wysoczyźnie Żarnowieckiej, w pobliżu Jeziora Żarnowieckiego. Miejscowość jest częścią składową sołectwa Żarnowiec.
W latach 1975–1998 miejscowość należała administracyjnie do województwa gdańskiego.